# Pajęczynówka

Rysunek przedstawiający górną część czaszki z uwidocznionymi oponami mózgowo-rdzeniowymi

Pajęczynówka, opona pajęcza (łac. arachnoidea) – jedna z trzech opon mózgowo-rdzeniowych, znajdująca się pomiędzy oponą twardą i miękką. Od strony zewnętrznej zrasta się z oponą twardą. Od wewnątrz oddzielona jest od opony miękkiej wąską przestrzenią (przestrzeń podpajęczynówkowa), wypełnioną płynem mózgowo-rdzeniowym, składającym się głównie z wody. Jest bardzo cienka i delikatna. Z oponą miękką łączy się za pomocą pasm przypominających pajęczynę (beleczek pajęczynówki). Jest nieunaczyniona i nieunerwiona.  
W budowie pajęczynówki wyróżnia się zewnętrzną płytę, zbudowaną z tkanki łącznej właściwej zbitej oraz beleczki łącznotkankowe, lączące się z oponą miękką. Zarówno płyta jak i beleczki pokryte są nabłonkiem pochodzenia mezodermalnego.  
Zewnętrzna powierzchnia pajęczynówki wraz z wewnętrzną powierzchnią opony twardej tworzą ziarnistości pajęczynówki – kosmki, pokryte nabłonkiem o licznych porach, które ulegają otwarciu gdy wzrasta ciśnienie płynu mózgowo-rdzeniowego, umożliwia to utrzymanie właściwej osmolarności. 